# سلافوتيتش
سلافوتيتش هي مدينة تقع في تشرنيهيف أوبلاست، أوكرانيا.